# Дьюла Андраші (старший)
Дьюла Андраші (старший) (угор. Andrássy Gyula; 3 березня 1823 — 18 лютого 1890) — угорський державний діяч, граф.

## Біографія
За участь у революції 1848–1849 в Угорщині був засуджений до страти.
1849–1858 — в еміграції. 1861 — обраний до угорського сейму.
Брав участь у підписанні угоди 1867 про утворення Австро-Угорщини.
1867—71 — прем'єр-міністр Угорщини, 1871—79 міністр закордонних справ Австро-Угорщини. Підготував окупацію Боснії і Герцеговини (1878) і воєнну угоду з Німеччиною (1879), яка стала відправною віхою підготовки першої світової війни.